# Bunch
Bunch är ett brittiskt garnmått. 1 bunch motsvarar 3 bundles eller 20 hanks, 10 leas eller 120 threads, vilket är 180 yards eller 164,592 meter.